# Bad Girls (episodio de Buffy the Vampire Slayer)
Bad Girls es el decimocuarto episodio de la tercera temporada de Buffy the Vampire Slayer. En Chicas malas, título en español, Buffy tiene un nuevo vigilante, mientras Faith lleva a Buffy al descuido.

## Argumento
Buffy (Sarah Michelle Gellar) y Faith (Eliza Dushku) se enfrentan a un vampiro. Lo reducen a cenizas, pero las espadas que este llevaba han desaparecido. Estas han sido llevadas a la oficina del alcalde Wilkins (Harry Groener) por Mr. Trick (K. Todd Freeman). Wilkins le habla de los días que lo separan de la Ascensión.
En el instituto, Willow (Alyson Hannigan) le habla a sus amigos sobre las universidades que le han aceptado. En la biblioteca, Buffy conoce a su nuevo Vigilante, Wesley Wyndam-Pryce (Alexis Denisof), quien ha descubierto a quién pertenecen las espadas: a los Eliminati, unos vampiros que rinden culto desde hace 500 años a Balthazar, antiguo demonio que aparentemente fue asesinado. Al parecer buscan el amuleto que está en la tumba de la familia Gleaves.
Faith no está de acuerdo en seguir las órdenes del nuevo Vigilante, pero Buffy decide ir en busca del amuleto. En la tumba aparecen los Eliminati y Buffy se esconde. Faith llega y siguen a los vampiros hasta conseguir el amuleto. Al día siguiente, Buffy deja una de sus clases para salir de caza con Faith. Por la noche, en el Bronze, bailan en la pista junto a un grupo de chicos. Ángel (David Boreanaz) llega al Bronze para advertirle a Buffy que Balthazar todavía está vivo. Wesley aparece y Buffy le entrega a Ángel el amuleto.
Balthazar (Christian Clemenson) está enfadado con sus seguidores y las Cazadoras observan su escondite. Cuando deciden entrar en una tienda y llevarse algunas armas son sorprendidas por la policía. Faith convence a Buffy de que tienen que escapar y hacen que el coche de la policía sufra un accidente. Uno de los Eliminati, Vincent (Alex Skuby), ataca al alcalde pero Mr. Trick le golpea.
Mientras, Willow se siente desplazada por la relación que Buffy tiene con Faith. De camino a la casa abandonada donde se encuentra Balthazar, las Cazadoras son atacadas por unos vampiros. Una mano atrapa a Buffy y Faith le atraviesa con su estaca el corazón. Sin embargo, la víctima resulta ser el ayudante del Alcalde, Allan Finch (Jack Plotnick), un humano. Se separan y Buffy encuentra a Ángel, que detecta la sangre de Finch en sus manos. Cuando llegan a la casa, los vampiros han atrapado a los Vigilantes y Buffy y Ángel, junto a Giles (Anthony Head), pelean y acaban electrocutando al demonio, quien antes de morir les advierte que su mayor enemigo está haciendo su Ascensión.
Mientras, el alcalde hace un ritual en su oficina. Mr. Trick libera a Vincent y este toma la espada y le corta la cabeza. Pero la cabeza del alcalde vuelve a crecer: es invencible durante 100 días hasta su Ascensión. A la mañana siguiente, Buffy visita a Faith en su habitación. Le dice que tarde o temprano encontrarán el cuerpo de Finch, pero Faith le dice que se ha encargado de ocultarlo.

## Reparto

### Personajes principales
- Sarah Michelle Gellar como Buffy Summers.
- Nicholas Brendon como Xander Harris.
- Alyson Hannigan como Willow Rosenberg.
- Charisma Carpenter como Cordelia Chase.
- David Boreanaz como Angelus.
- Seth Green como Oz.
- Anthony Stewart Head como Rupert Giles.

### Apariciones especiales
- Kristine Sutherland como Joyce Summers.
- Harry Groener como Alcalde Richard Wilkins.
- K. Todd Freeman como Mr. Trick.
- Jack Plotnick como Oficial del Alcalde Allan Finch.
- Alexis Denisof como Wesley Wyndam-Pryce.
- Christian Clemenson como Balthazar.
- Eliza Dushku como Faith Lehane.

### Personajes secundarios
- Alex Skuby como Vincent.
- Wendy Clifford como Mrs. Taggert
- Ron Roggé como Policía.

## Producción

### Guion
Faith sigue a Ángel como un personaje que lucha al lado de Buffy pero que se vuelve mala. Mientras que el giro de Ángel fue repentino y causado por su maldición, la transformación de Faith es más gradual; las semillas fueron sembradas en su primera aparición.
Después de que, accidentalmente, Faith matara a Allan Buffy se reúne con ella en la habitación de su hotel y observa cómo aquella frota obsesivamente su camisa para eliminar la sangre. Como Richardson y Rabb dicen, esta escena es una referencia a Lady Macbeth, en su «igual y futil intento de lavar la culpa lavando los signos físicos.» Cuando Buffy le recuerda a Faith que «puedes apagar todas las emociones que quieras... pero tarde o temprano encontrarán un cuerpo,» se refiere a las autoridades encontrando el cuerpo de Allan; sin embargo la gramática ambigua sugiere que son las emociones de Faith de culpa y vergüenza las que encontrarán un cuerpo también.
La instantánea relación antagónica de Wesley con Buffy recuerda al primer encuentro de la cazadora con Giles, revelando cuánto han avanzado.

### Música
- Curve - «Chinese Burn»

## Continuidad
Aquí se presentan los hechos que o bien influyen en la tercera temporada exclusivamente, o bien que viniendo de episodios anteriores influyen en este. Y por último, acontecimientos que ocurren en estw episodio que influyen en las demás temporadas o en alguna otra temporada.

### Para la tercera temporada
- Los planes del Alcalde se hacen más claros.
- Wesley llega para incordiar a los chicos.
- Willow le da a Buffy el hechizo d protección con el que ha estado trabajando desde Girgerbread.

### Para todas o las demás temporadas
- Cuando Buffy le dice a Faith; «Odio cuando me ahogan», es una referencia al último episodio de la primera temporada La chica de la profecía, cuando El Maestro la ahoga y se muere durante unos segundos.

### Para los cómics u otra de las series del buffyverso
- Faith mata una persona por primera vez, aspecto y acción que la atormentarán por toda la serie.
- Si bien en Buffy aparece en un puñado de capítulos, el personaje de Wesley se hará más importante a partir de su arribo al spinoff Angel.

## Curiosidades
- En el caso del doblaje realizado en Latinoamérica el título de este episodio es el mismo que lleva el episodio Dirty Girls.